# Млазни ловац шесте генерације
Млазни ловац шесте генерације је пројекат ловачког авиона више класе од напредне 5. генерације, који су тренутно у служби у САД, Русији и Кини. Први авиони шесте генерације, очекују се да уђу у оперативну употребу америчке морнарице у периоду од 2025. до 2030. године. Имајући у виду буџетска ограничења, Министарство одбране САД планира да помери то до 2040. године.
Руски војни стручњаци увелико раде на новом ловцу шесте генерације МиГ-41.
Глобално речено, у току је потрага за дефиницију критеријума за наредну, шесту генерацију борбених авиона. Многи сматрају да ће то бити беспилотни борбени авион. Други, да ће то ипак бити пилотирани ловачки авион, са хиперсоничним брзинама? Логично је да се евентуално постојећи резултати чувају као војне, државне и привредне тајне.

## Нагађања о концепту, одвијању развоја и пројекту
Многи аналитичари претпостављају да ће ловачки авион, следеће (шесте) генерације бити аутоматизована беспилотна летелица којој нису ограничена убрзања у маневру, због људске границе издржљивости оптерећења. Тај систем беспилотне летелице ће бити укључен у глобално рачунарско вођење борбе. Присталице те претпоставке, чак иду даље и мисле да је F-35 лајтнинг II последњи пилотирани борбени авион, који се развија у САД.
- Постоје тврдње да ће шеста генерација ловачких авиона бити аеродинамички „изузетно профилисана“, са глатким контурама крила и трупа. Према неким извештајима, руска компанија Сухој пројектује авион шесте генерације са концептом „канард“, блиско инегрисаним са крилом и трупом. Са два вертикална репа. У америчкој фирми Боинг је току развој авиона са ознаком F/A-XX, без вертикалног репа, концепт „летећег крила“, што подсећа на бомбардер Б-2. Биће опремљен моторима са управљањем вектора потиска и моћи ће да слети и полети на кратким полетно-слетним стазама.
- Сви авиони шесте генерације ће бити „суперкрсташи“. Вероватно поједини ће моћи и летети хиперсоничним брзинама. Те нове технологије се испитују и демонстрирају у свемирском авиону Х-37В. Руски ловац, развијан у „Сухоју“, имаће брзину крстарења која одговара Маховом броју = 1,26 и плазма „стелт“ технологију
- Наставиће се „такмичење“ у израженим маневарским карактеристикама. Шеста генерација ловаца ће имати могућност маневрисања при надзвучним брзинама, што наговештава авион без људске посаде са великим радијалним оптерећењима. Русија намерава да користи технологију мотора са управљањем вектора потиска у опсегу ± 20 степени, што ће лако омогућити маневар авиону на нападним угловима од 60 степени. Амерички F/A-XX ће такође поседовати карактеристике суперманеварбилности.
- Авион 6. генерације поседоваће могућност борбеног дејства на великим дистанцама. Имаће веома велик долет, што ће му омогућавати да дејствује по удаљеним дестинацијама. Ловац F/A-XX ће поседовати моћно ласерско и електромагнетно оружје и хиперсоничне ракете.
- Нова генерација авиона ће бити интегрисана у све системе командовања, јављања и обавешавања, управљања и борбеног дејства у тродимензионалном укупном простору: копно, ваздух, море и подводни. Ипак се претпоставља да ће се авиони моћи користити са и без посаде (F/A-XX).